# 山西博物院

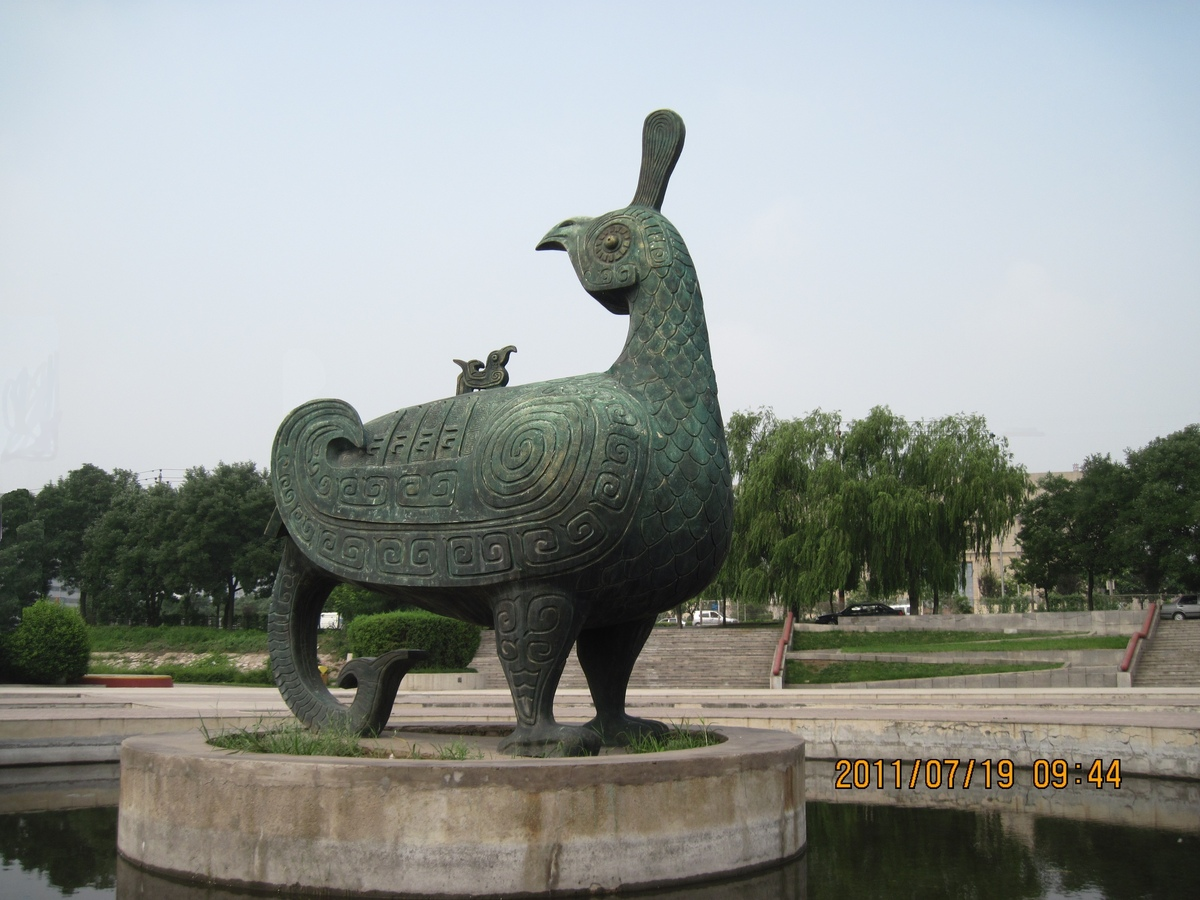
位于博物院前方的镇院之宝“晋侯鸟尊”复制品

山西博物院位于山西省省会太原市滨河西路北段13号，是首批国家一级博物馆、中央地方共建国家级博物馆培育对象，山西最大的文物征集、收藏、保护、研究和展示中心。
山西博物院曾先后获得鲁班奖、全国博物馆十大陈列展览精品、全国文化遗产保护先进单位、第一批全国古籍重点保护单位、全国最具创新力博物馆、国家级青年文明号等荣誉。
2024年，山西博物院参观人次324.45万。

## 历史沿革
山西博物院的前身是1919年创建的山西教育图书博物馆，此后屡次更名。1953年改称山西省博物馆。新馆于2001年8月10日奠基开工，2004年竣工，正式定名山西博物院。
2024年4月入选中央地方共建国家级重点博物馆名单。

## 展厅概况
博物院建筑群占地168亩，建筑面积5.1万平方米，由主馆与四角辅楼组成。主馆造型如斗似鼎，诠释了中国古代对建筑“如鸟斯革，如翚斯飞” 的审美取向；辅楼分别为临时展厅、多功能报告厅、文研楼和行政楼。

## 收藏和陈列
山西博物院荟萃了全省的文物精华，珍贵藏品约40万件。其中颇具特色包括新石器时代陶寺遗址文物、商代方国文物、西周、春秋战国时期的晋国及三晋文物、北朝石刻造像、明清晋商文物等。附属图书馆占地面积超过1000平方米，藏书16万余册，古籍11万余册，包括善本888函、5043册。

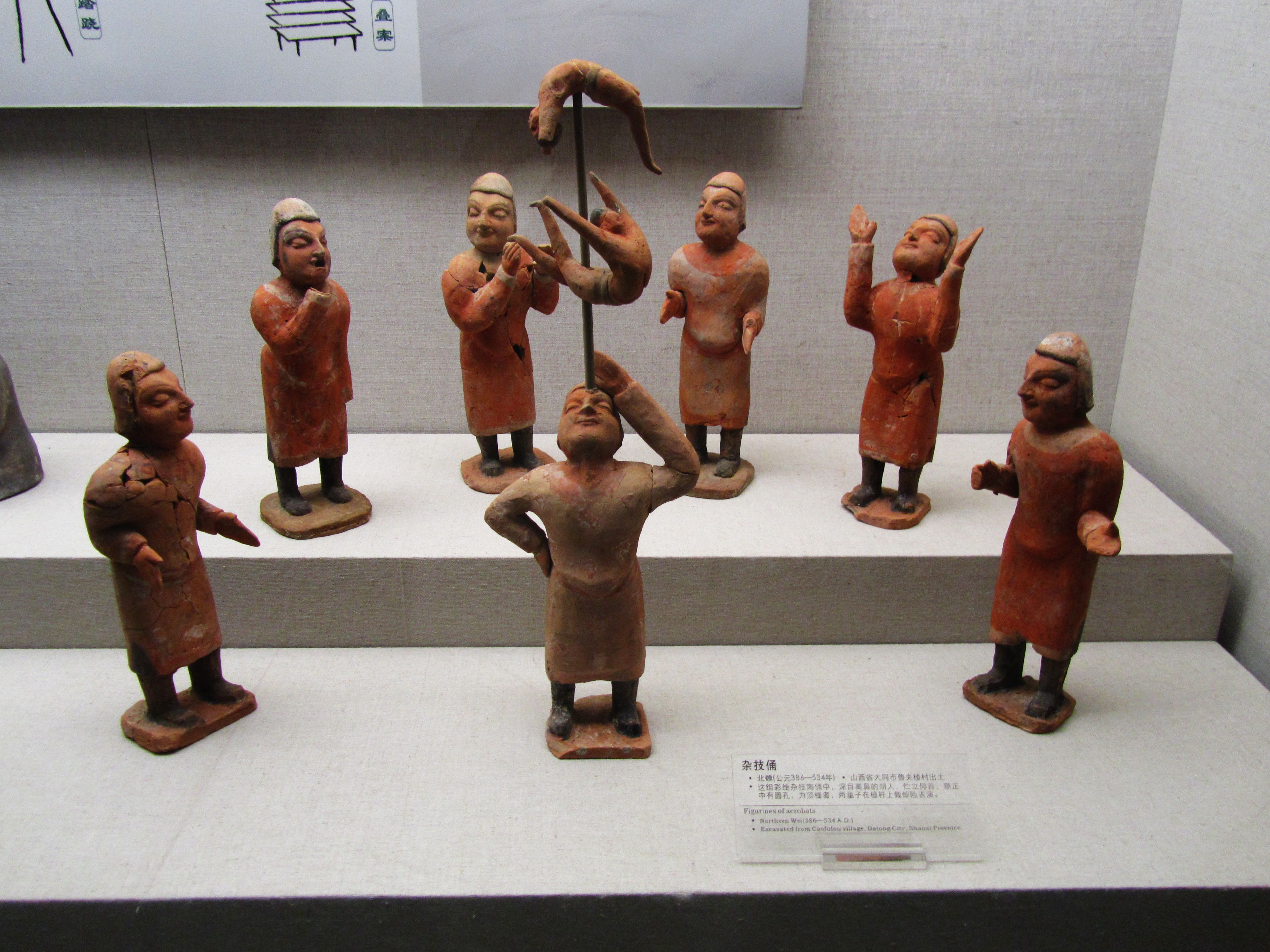
北魏杂技俑，大同市出土

博物院基本陈列以“晋魂”为主题，包括7个历史文化专题和5个艺术专题。

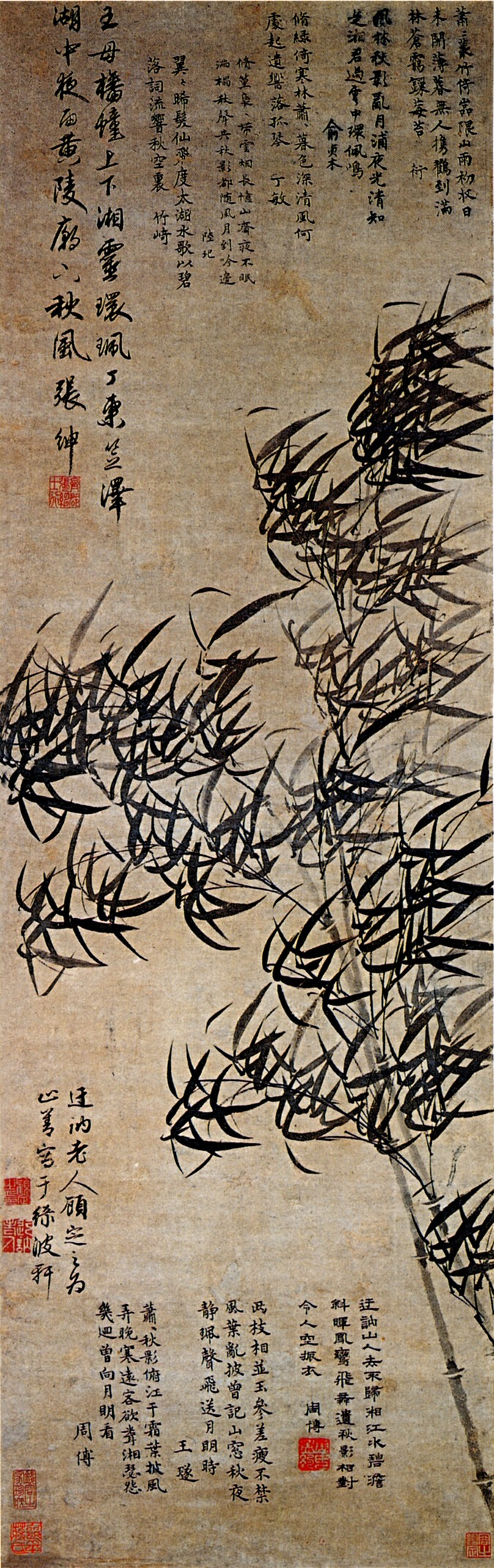
顧安《风竹图》

历史文化专题为：
- 《文明摇篮》
- 《夏商踪迹》
- 《晋国霸业》
- 《民族熔炉》
- 《佛风遗韵》
- 《戏曲故乡》
- 《明清晋商》

艺术专题为：
- 《土木华章》
- 《山川精英》
- 《翰墨丹青》
- 《方圆世界》
- 《瓷苑艺葩》

除基本陈列外，博物院还经常举办临时展览。